# Una ragazza
Una ragazza è un singolo della cantante italiana Malika Ayane, pubblicato il 28 giugno 2022 attraverso la Warner Music Italy.

## Descrizione
Il brano, scritto dalla stessa cantante assieme a Pacifico, Andrea Bonomo e prodotto da Greg Willen, è la prima pubblicazione della cantante dopo la scissione del contratto discografico con la Sugar Music e l'ingresso nella Warner Music Italy. La cantautrice ha descritto il processo creativo della canzone:
(Malika Ayane)
Il brano presenta sfumature punk rock ed un'atmosfera retro.

## Accoglienza
Fabio Fiume, recensendo il brano per All Music Italia, associa la musicalità del brano a Cicale di Heather Parisi, in cui la cantante «fa rivivere un’atmosfera festosa», sebbene riscontri un'idea «meno originale» rispetto ai precedenti progetti.
Cecilia Uzzo di TV Sorrisi e Canzoni scrive che l'artista «combina l’omaggio alla musica beat e il gusto retrò con sfumature punk-rock, risalta proprio per il riferimento artistico, quello degli anni 60». Carola Blondelli di TGcom24 riporta che si tratti di «un inno alla spensieratezza, una scelta di vita frutto della consapevolezza e dell'esperienza che si matura e si sperimenta nel tempo».

## Video musicale
Il video, diretto da Byron Rosero e girato a Santa Margherita Ligure, è stato pubblicato il 12 luglio 2022 sul canale YouTube della Warner Music Italy.

## Tracce
Testi e musiche di Andrea Bonomo, Malika Ayane e Luigi De Crescenzo.
1. Una ragazza – 2:50

## Classifiche
| Classifica (2022)         | Posizione massima |
| ------------------------- | ----------------- |
| Italia (airplay)          | 28                |
| Italia (airplay italiana) | 15                |
| Italia (airplay tv)       | 14                |